# Aleksander Kotsis
Aleksander Kotsis (Krakkó, 1836. május 30. – Krakkó, 1877. augusztus 7. lengyel festő. Tájképeket, portrékat és hétköznapi jeleneteket alkotott romantikus és realista stílusban. Festményeinek nagy része kis méretű.

## Élete
Krakkó mellett nőtt fel, ahol családjának volt egy kis földbirtoka. 1846-ban költöztek Krakkóba, hogy kereskedést nyissanak. 1850-ben kezdte meg a tanulmányait a Krakkói Képzőművészeti Akadémián Wojciech Stattlernél és Władysław Łuszczkiewicznél. Édesapja nem támogatta a tanulmányait, így folytatnia kellett a boltjukban a munkát, ezért csak időszakosan tudott a festészettel foglalkozni.
1857-ben kezdett kiállítani a Krakkói Képzőművészeti Baráti Társasággal.  Végül eladott néhány festményt, és Stattler segítségével ösztöndíjat kapott a Vallás- és Oktatási Minisztériumtól, ami lehetővé tette számára, hogy beiratkozzon a Bécsi Képzőművészeti Akadémiára, ahol többek között Ferdinand Georg Waldmüllernél tanult.
1862-ben visszatért Krakkóba, és csatlakozott egy hazafias csoporthoz, amely a szobrászművész, Parys Filippi műtermében találkozott, találkozási helyük az Assisi Szent Ferenc-templomban volt. Bár ez a csoport bekapcsolódott a januári felkelésbe, Kotsis az évek nagy részét 1862 és 1864 között templomi falfestmények festésével töltötte.
Miután 1866-ban újabb ösztöndíjat kapott, Varsóba, majd 1867-ben Párizsba és Brüsszelbe költözött. Amikor hazatért, műtermet alapított, és folyamatosan dolgozott, a nyarait plein air festészettel töltötte a Tátrában. Emellett széleskörű kiállításokon vett részt Lengyelországban és Észak-Európában. 1870 után gyakran utazott, és 1871 és 1875 között elsősorban Münchenben élt, ahol gyakran állított ki a Müncheni Művészeti Egyesületnél.
Barátaival, Antoni Kozakiewiczcel és Franz Streitt-tel megosztott egy műtermet, és festői kirándulásokra indult velük a bajor Alpokba.

## Képgaléria

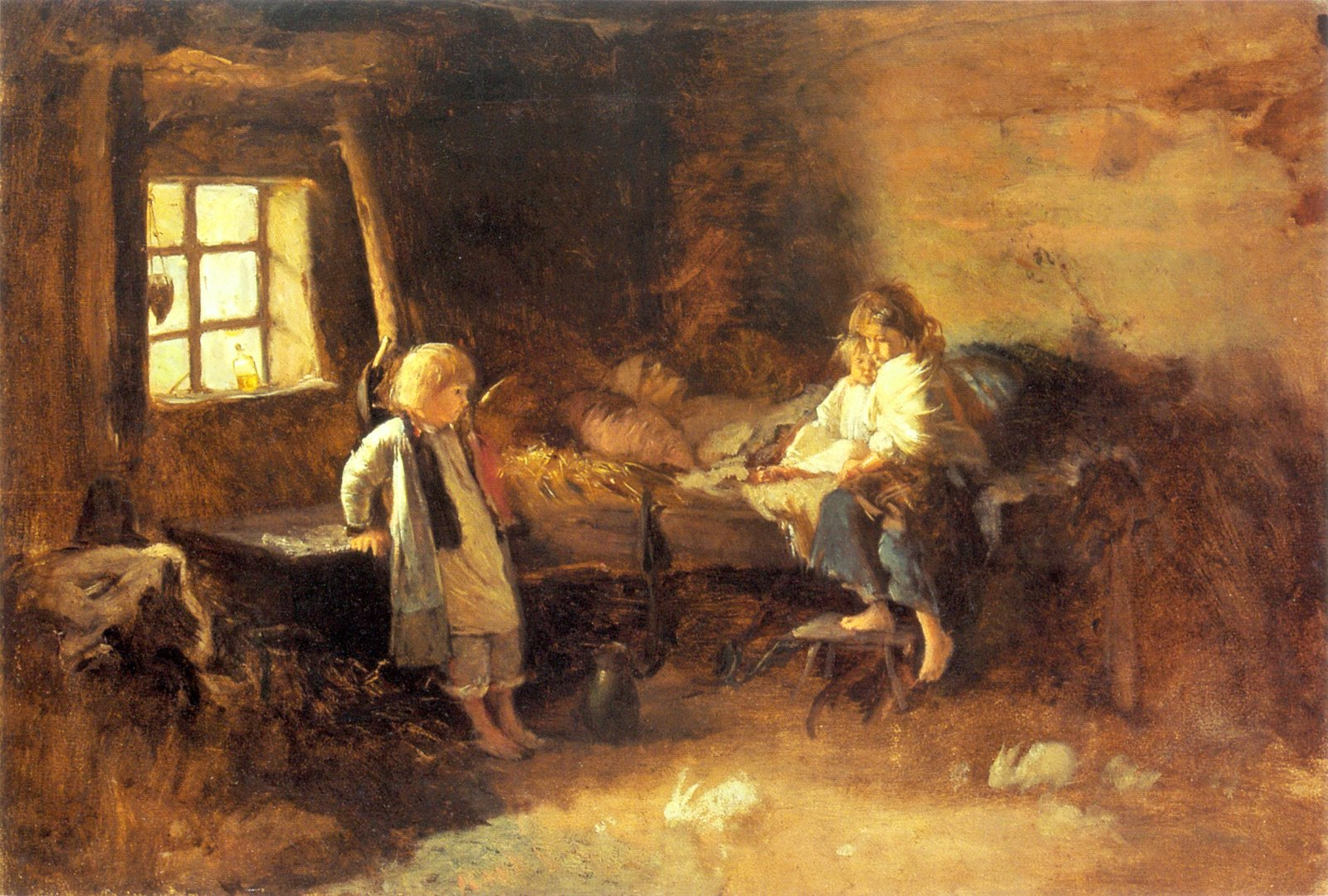
Az anya halála (1868)
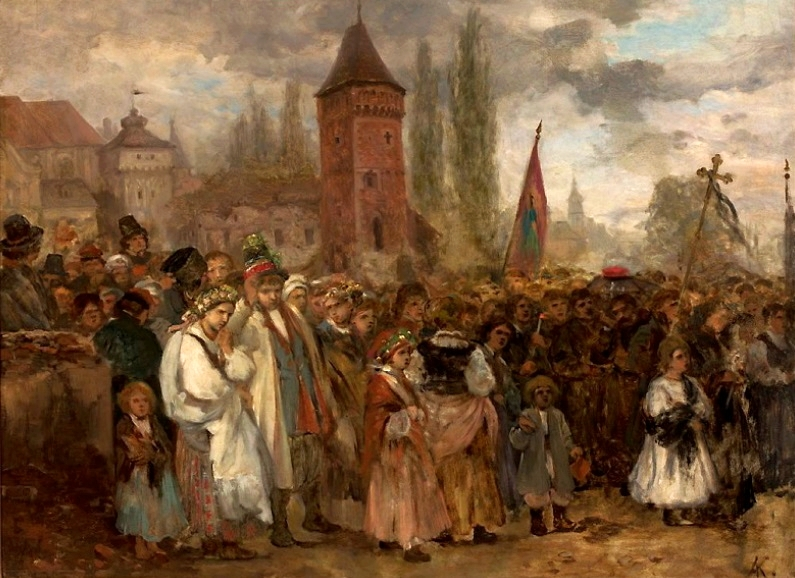
Temetés és esküvő (1864 körül)
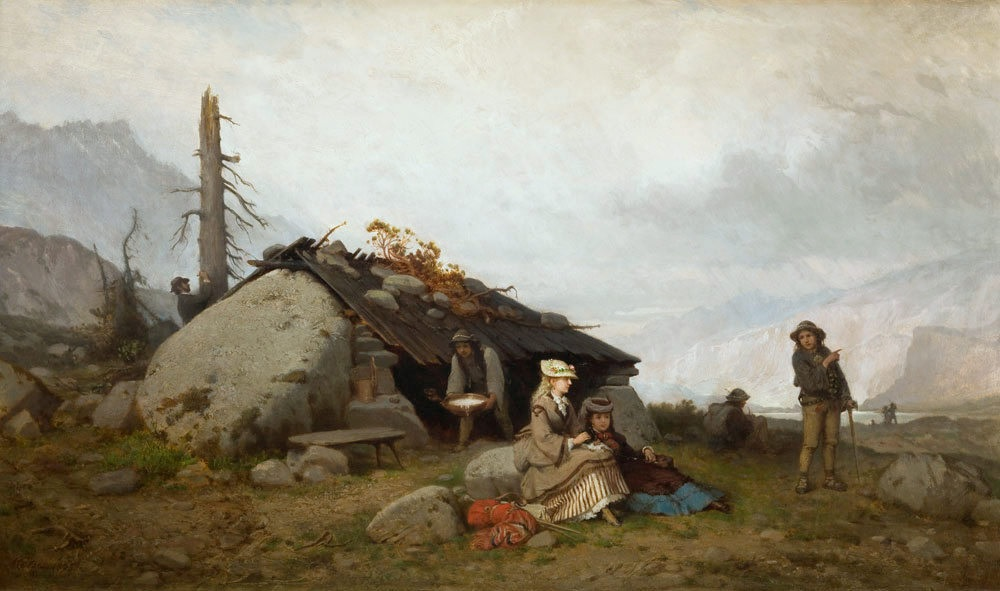
Kirándulás a Tátrába (1873)
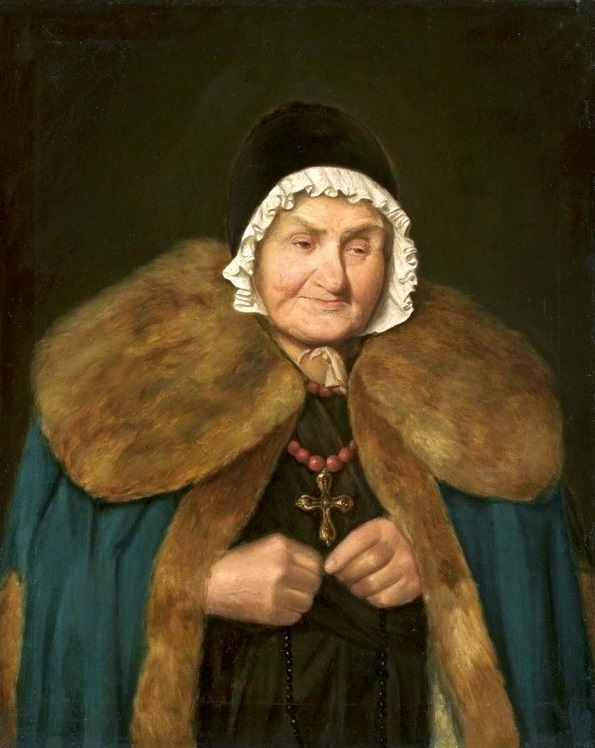
Öregasszony rózsafüzérrel (1860 körül)
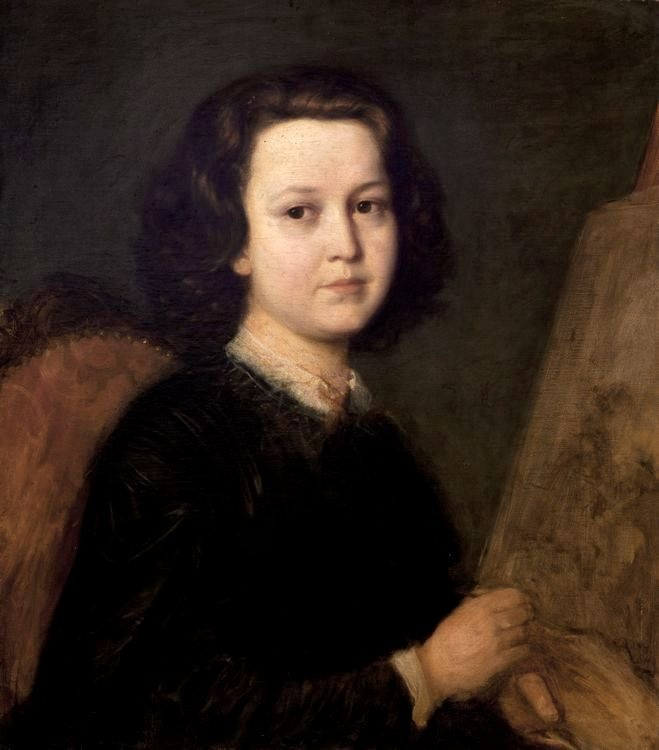
Jozefina Geppert művésznő portréja (1870)

## Jegyzetek

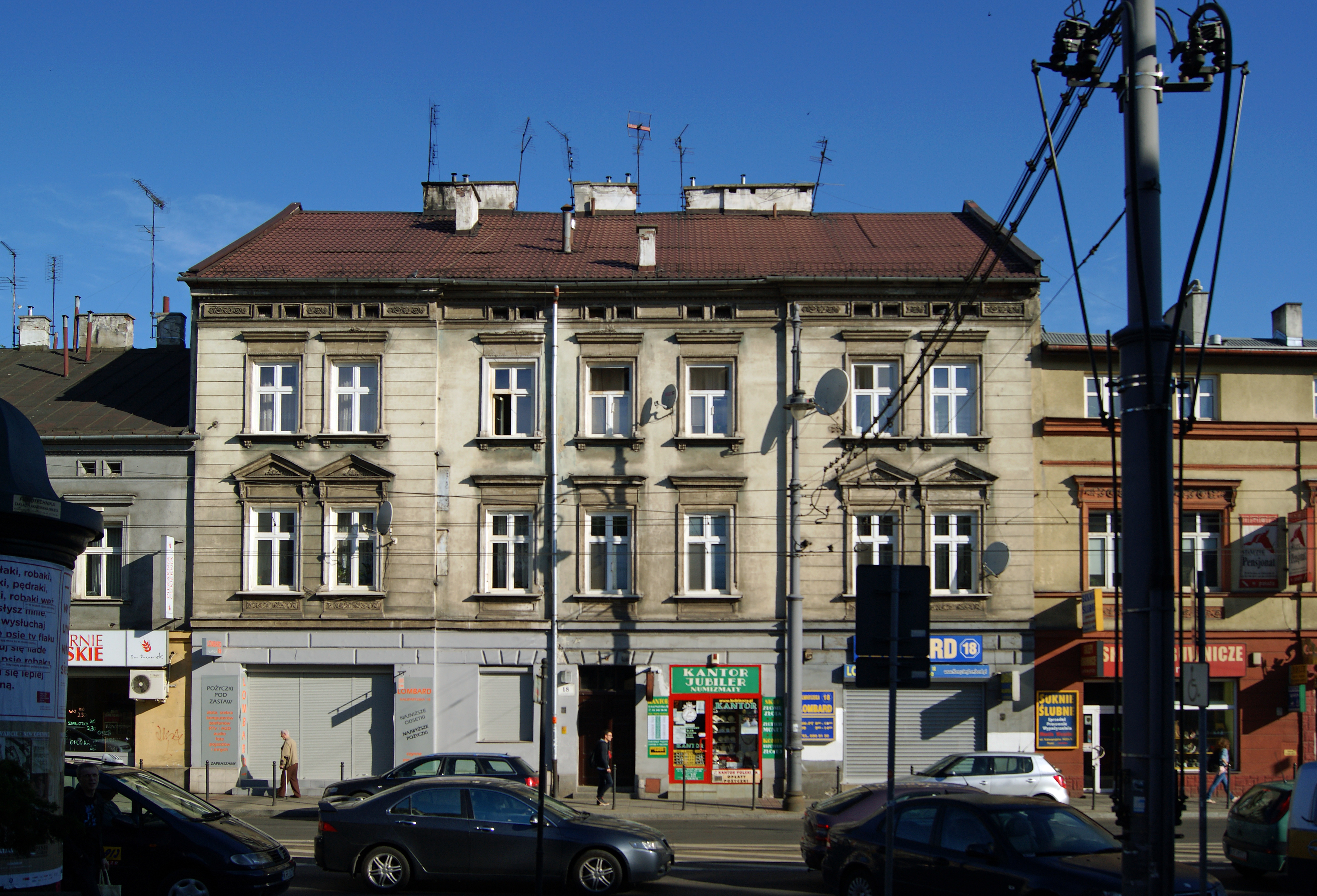
Az épület, ahol Krakkóban lakott

## Fordítás
- Ez a szócikk részben vagy egészben  az   Aleksander Kotsis című angol Wikipédia-szócikk ezen változatának fordításán alapul.  Az eredeti cikk szerkesztőit annak laptörténete sorolja fel. Ez a jelzés csupán a megfogalmazás eredetét és a szerzői jogokat jelzi, nem szolgál a cikkben szereplő információk forrásmegjelöléseként.